# Саво Божић
Саво Божић (Осјечани Доњи, 1886—1945) био је српски православни свештеник, организатор четничког покрета у области Требаве. Био је командант Требавског четничког корпуса. Убијен је 1945. године.

## Биографија
Поп Саво Божић рођен је 1886. године у селу Доњи Осјечани, код Добоја. Основну школу завршио је у Кожухама, гимназију у Тузли, а Богословију у Рељеву. Рукопложен је 2. септембра 1912. године у Поребрицама за ђакона, а 9. септембра исте године у Дубици за презвитера. Декретом је 12. септембра 1912. године именован за администратора парохије Раковачке. По својој молби, 15. априла 1914. године премјештен је за администратора парохије у Толиси (Горњој). Рјешењем Његовог Преосвештенства Епископа зворничко-тузланског Нектарија 12. новембра 1932. постављен је за стално пароха толишанске парохије, када је произведен у протојереја.
После атентата на аустроугарског престолонаследника Франца Фердинанда у Сарајеву 28. јуна 1914. године, почео је и Први свјетски рат, а убрзо затим и поп Саво Божић је ухапшен, као и многи истакнути и виђенији Срби. Спроведен је у Градачац, затим у Добој, да би недуго након тога био спроведен у Бању Луку у злогласну „црну кућу“ у којој су услиједили мучење и испитивање. Из Бање Луке поп Саво је са осталима пребачен у логор Арадска тврђава, у данашњој Румунији. Из логора је са групом од неколико затвореника побјегао. Бјегунци су после неког времена бјекства и скривања, ступили у контакт са једном руском јединицом. Након тога пребачени су на Солунски фронт и ратовали су у Првом свјетском рату за ослобађање Србије.
По завршетку рата вратио се у Осјечане одакле је отишао назад у Толису. У Толиси је наставио са својим радом, када је и почео нарочито брз препород овог села и околине. Поп Саво је покренуо неколико важних активности у Толиси, као што су изградња школе, дома, бање, амбуланте, уређење села, довео је учитеља, доктора. Заговарао је течаје о пољопривреди да би оспособио становништво и унаприједио пољопривредну производњу ових крајева. Градио је путеве, између осталог и путеве који би спајали Брчко и Добој преко Дуге Њиве и планине Требаве. Поред Толисе, радио је на унапређењу околних села по чему се истичу његова дјела у сусједном Скугрићу. Поп Саво Божић је вршио дужност предсједника општине, члана среског начелства и банског вијећника градачачког среза. Иако је за живота доста тога урадио, било је још неколико његових планова који су остали неостварени, као нпр. ваздушна бања, хотели и излетиште на Дугој њиви, и путеви преко Требаве.
Поп Саво Божић је био свестран човјек, али и добар домаћин. И сам се бавио пољопривредом, радио у воћњаку, око стоке, у пчелињаку... Био је ожењен Стојом. Њих двоје нису имали дјеце.
Крајем Другог свјетског рата убијен је од стране јединица НОВЈ код Теслића 1. маја 1945. године.